# Вимињано-Ла Скола (Болоња)
Вимињано-Ла Скола (итал. Vimignano-La Scola) је насеље у Италији у округу Болоња, региону Емилија-Ромања.
Према процени из 2011. у насељу је живело 25 становника. Насеље се налази на надморској висини од 484 м.